# Slovakiet ved vinter-OL 2022
Slovakiets deltagelse ved vinter-OL 2022 i Beijing, Kina i perioden 4. – 20. februar 2022.

## Deltagere
Følgende er listen over disciplinerne, som repræsenterede deltagere optræder i.
| Sport         | Mænd | Kvinder | Total |
| ------------- | ---- | ------- | ----- |
| Alpint skiløb | 2    | 3       | 5     |
| Skiskydning   | 4    | 4       | 8     |
| Bobslæde      | 0    | 1       | 1     |
| Langrend      | 2    | 3       | 5     |
| Ishockey      | 25   | 0       | 25    |
| Kælk          | 4    | 1       | 5     |
| Snowboarding  | 0    | 1       | 1     |
| Total         | 37   | 13      | 50    |

## Medaljer
| 2022 Beijing | Guld | Sølv | Bronze | Total |
| Slovakiet    | 1    | 0    | 1      | 2     |

### Medaljevindere
| Slovakiet under vinter-OL 2022 i Beijing | Slovakiet under vinter-OL 2022 i Beijing | Slovakiet under vinter-OL 2022 i Beijing | Slovakiet under vinter-OL 2022 i Beijing | Slovakiet under vinter-OL 2022 i Beijing |
| Medalje                                  | Navn | Sport                                    | Event                                    | Dato                                     |
| ---------------------------------------- | --- | ---------------------------------------- | ---------------------------------------- | ---------------------------------------- |
| Guld                                     | Petra Vlhová | Alpine skiing                            | Damernes slalom                          | 9. februar                               |
| Bronze                                   | Slovakiets ishockeylandshold - Branislav Konrád - Patrik Rybár - Matej Tomek - Michal Čajkovský - Peter Čerešňák - Marek Ďaloga - Martin Gernát - Samuel Kňažko - Martin Marinčin - Šimon Nemec - Mislav Rosandić - Peter Cehlárik - Marko Daňo - Adrián Holešinský - Marek Hrivík - Libor Hudáček - Tomáš Jurčo - Miloš Kelemen - Michal Krištof - Kristián Pospíšil - Pavol Regenda - Miloš Roman - Juraj Slafkovský - Samuel Takáč - Peter Zuzin | Ishockey                                 | Mændenes turnering                       | 19. februar                              |